# Csíkosfarkú kacika
A csíkosfarkú kacika (Cacicus latirostris) a madarak osztályának verébalakúak (Passeriformes) rendjébe, azon belül a csirögefélék (Icteridae) családjába tartozó faj.
Magyar neve forrással nincs megerősítve.

## Rendszerezése
A fajt William John Swainson írta le 1838-ban, Cassicus latirostris néven. Egyes szervezetek az Ocyalus nembe sorolják Ocyalus latirostris néven.

## Előfordulása
Dél-Amerika északnyugati részén, Brazília, Ecuador, és Kolumbia és Peru területén honos. A természetes élőhelye szubtrópusi és trópusi síkvidéki esőerdők és mocsári erdők. Állandó, nem vonuló faj.

## Megjelenése
A hím átlagos testhossza 33,2 centiméter, tojóé 24,5 centiméter, a hím átlagos testtömege 117,5 gramm, a tojóé 74,8 gramm.

## Életmódja
Gyümölcsökkel és ízeltlábúakkal táplálkozik, de kisebb gerinceseket is fogyaszt.

## Természetvédelmi helyzete
Az elterjedési területe nagy, egyedszáma csökkenő, de még nem éri el a kritikus szintet. A Természetvédelmi Világszövetség Vörös listáján nem fenyegetett fajként szerepel.